# Alf Sommer
Alf Sommer, född 22 april 1899 i Trondheim, död 1 januari 1963, var en norsk skådespelare, regissör och manusförfattare.
Sommer scendebuterade 1917 på Trondheims Teater och var från 1928 engagerad vid Det norske teatret. I sin tidiga karriär spelade han ofta i folkkomedier och musikaler, medan han under senare år gjorde sig bemärkt som karaktärsskådespelare. År 1961 regisserade han Johan Falkbergets Den fjerde nattevakt på Den norske teatret.
Vid sidan av teatern verkade Sommer som filmskådespelare. Han debuterade 1927 i Den glade enke i Trangvik och medverkade i åtta filmer 1927–1963. År 1940 skrev han manus till Godvakker-Maren och hade även en mindre roll i samma film.
Alf Sommer vad gift med skådespelaren Astrid Sommer.

## Filmografi
- 1927 – Den glade enke i Trangvik – Fladnes jr.
- 1938 – Bør Børson jr. – agent Olsen
- 1939 – Familien på Borgan – Nils Moen
- 1939 – Å, en så'n brud! – Mentz på bua
- 1940 – Godvakker-Maren – Tore (även manus)
- 1946 – På kant med samhället – lagerchefen
- 1960 – Den fjerde nattevakt – Ol-Kanelesa
- 1963 – Elskere – Mons